# Türkiye 2. Futbol Ligi 1979/80
Die Türkiye 2. Futbol Ligi 1979/80 war die 17. Spielzeit der zweithöchsten türkischen Spielklasse im professionellen Männer-Fußball. Sie wurde am 26. August 1979 mit dem 1. Spieltag begonnen und am 18. Mai 1980 mit dem 30. Spieltag abgeschlossen.
In der Saison 1979/80 wurde die TFF 1. Lig wie in der Vorsaison auch in zwei Gruppen unterteilt. Im Gegensatz zur Vorsaison wurde aber die Gesamtmannschaftszahl um ein Team erhöht, sodass beide Gruppen mit 16 Mannschaften ausgetragen wurden. Ferner wurde die Gruppenbezeichnungsart der Vorsaison mit Roter Gruppe und Weißer Gruppe in eine alphabetische mit Gruppe A und Gruppe B umgeändert. Da in der nächsten Saison, der Saison 1980/81, im türkischen Profifußball die dritthöchste Spielklasse, die 3. Lig, abgeschafft werden sollte, wurde die Saison 1979/80 ohne Abstieg ausgetragen. Die Tabellenersten aller zwei Gruppen steigen direkt in die höhere Süper Lig auf. Zusätzlich zu den beiden Tabellenersten wurde durch eine Play-off-Begegnung zwischen den Zweitplatzierten der dritte und letzte Aufsteiger ermittelt.
Zu Saisonbeginn waren zu den von der vorherigen Saison verbleibenden 25 Mannschaften die drei Absteiger aus der Süper Lig Boluspor, Samsunspor, MKE Kırıkkalespor und die vier Aufsteiger aus der damals drittklassigen TFF 3. Lig Giresunspor, Erzurumspor, Altınordu Izmir, Lüleburgazspor hinzugekommen.
Mersin İdman Yurdu erreichte die Meisterschaft der Gruppe A und damit nach zweijähriger Abstinenz wieder die Teilnahme in die Süper Lig. In der Gruppe B sicherte sich Kocaelispor die Meisterschaft und damit den ersten Aufstieg der Vereinshistorie in die Süper Lig. Boluspor erreichte durch den Play-off-Sieg den direkten Wiederaufstieg in die Süper Lig.
Der türkische Fußballverband ließ durch ein Entscheidungsspiel zwischen den beiden Erstplatzierten den Meister der Liga bestimmen. In dieser Begegnung trat Kocaelispor gegen Mersin İdman Yurdu an und konnte durch ein Elfmeterschießen die Meisterschaft gewinnen. Der türkische Fußballverband erklärte aber im Nachhinein beide Vereine als Meister der TFF 1. Lig.

## Gruppe A

### Abschlusstabelle
| Pl. | Verein                | Sp. | S  | U  | N  | Tore    | Diff. | Punkte |
| --- | --------------------- | --- | -- | -- | -- | ------- | ----- | ------ |
| 1.  | Mersin İdman Yurdu    | 30  | 17 | 7  | 6  | 038:200 | +18   | 41:19  |
| 2.  | Boluspor (A)          | 30  | 16 | 7  | 7  | 038:190 | +19   | 39:21  |
| 3.  | Samsunspor (A)        | 30  | 14 | 8  | 8  | 034:200 | +14   | 36:24  |
| 4.  | MKE Ankaragücü        | 30  | 13 | 10 | 7  | 038:250 | +13   | 36:24  |
| 5.  | DÇ Karabükspor        | 30  | 12 | 9  | 9  | 025:270 | −2    | 33:27  |
| 6.  | Giresunspor (N)       | 30  | 11 | 10 | 9  | 037:340 | +3    | 32:28  |
| 7.  | MKE Kırıkkalespor (A) | 30  | 11 | 9  | 10 | 039:290 | +10   | 31:29  |
| 8.  | Şekerspor             | 30  | 8  | 13 | 9  | 030:280 | +2    | 29:31  |
| 9.  | Urfaspor              | 30  | 12 | 5  | 13 | 028:270 | +1    | 29:31  |
| 10. | Sivasspor             | 30  | 11 | 6  | 13 | 026:390 | −13   | 28:32  |
| 11. | Konya İdman Yurdu     | 30  | 10 | 7  | 13 | 032:370 | −5    | 27:33  |
| 12. | Erzurumspor (N)       | 30  | 7  | 12 | 11 | 022:270 | −5    | 26:34  |
| 13. | Sebat Gençlik SK      | 30  | 8  | 10 | 12 | 021:310 | −10   | 26:34  |
| 14. | Ankara Demirspor      | 30  | 8  | 9  | 13 | 021:330 | −12   | 25:35  |
| 15. | Elazığspor            | 30  | 7  | 8  | 15 | 020:380 | −18   | 22:38  |
| 16. | Eskişehir Demirspor   | 30  | 6  | 8  | 16 | 033:480 | −15   | 20:40  |

Platzierungskriterien: 1. Punkte – 2. Tordifferenz – 3. geschossene Tore – 4. Direkter Vergleich (Punkte, Tordifferenz, geschossene Tore)
| (A) | Absteiger aus der 1. Lig 1978/79                     |
| (N) | Neuaufsteiger aus der Türkiye 3. Futbol Ligi 1978/79 |

### Kreuztabelle
Die Kreuztabelle stellt die Ergebnisse aller Spiele dieser Saison dar. Die Heimmannschaft ist in der linken Spalte, die Gastmannschaft in der oberen Zeile aufgelistet.
| 1979/80 Gruppe A    | Mersin İdman Yurdu | Boluspor |     | MKE Ankaragücü | DÇ Karabükspor | Giresunspor | MKE Kırıkkalespor | Şekerspor | Urfaspor | Sivasspor | Konya İdman Yurdu | Erzurumspor | Sebat Gençlik SK | Ankara Demirspor | Elazığspor | Eskişehir Demirspor |
| ------------------- | ------------------ | -------- | --- | -------------- | -------------- | ----------- | ----------------- | --------- | -------- | --------- | ----------------- | ----------- | ---------------- | ---------------- | ---------- | ------------------- |
| Mersin İdman Yurdu  |                    | 0:0      | 1:0 | 4:1            | 2:1            | 4:0         | 2:0               | 2:0       | 1:0      | 3:1       | 1:0               | 3:2         | 3:1              | 0:0              | 2:0        | 2:0                 |
| Boluspor            | 2:0                |          | 0:1 | 2:1            | 0:0            | 1:1         | 2:0               | 1:0       | 2:1      | 4:0       | 5:1               | 1:0         | 2:0              | 1:0              | 3:0        | 1:0                 |
| Samsunspor          | 2:0                | 0:1      |     | 4:0            | 3:0            | 2:1         | 4:1               | 1:1       | 1:0      | 0:0       | 0:0               | 1:0         | 1:0              | 1:1              | 2:1        | 2:0                 |
| MKE Ankaragücü      | 1:0                | 1:0      | 2:0 |                | 0:1            | 3:1         | 3:2               | 0:0       | 3:0      | 4:0       | 1:1               | 1:0         | 2:0              | 2:0              | 2:0        | 4:0                 |
| DÇ Karabükspor      | 1:0                | 2:1      | 1:0 | 1:1            |                | 1:1         | 1:0               | 0:0       | 1:0      | 1:0       | 2:0               | 2:0         | 0:0              | 2:1              | 1:0        | 4:2                 |
| Giresunspor         | 2:1                | 2:0      | 3:0 | 1:1            | 3:0            |             | 1:1               | 4:1       | 1:1      | 4:1       | 1:0               | 1:1         | 1:0              | 2:0              | 1:0        | 1:0                 |
| MKE Kırıkkalespor   | 3:0                | 0:0      | 0:1 | 2:1            | 0:0            | 1:1         |                   | 0:0       | 3:1      | 4:1       | 4:1               | 2:0         | 3:0              | 3:0              | 4:0        | 1:1                 |
| Şekerspor           | 1:2                | 0:0      | 0:3 | 0:0            | 4:1            | 0:0         | 0:0               |           | 2:0      | 2:0       | 3:2               | 2:2         | 3:0              | 1:0              | 3:1        | 3:0                 |
| Urfaspor            | 1:2                | 1:0      | 0:0 | 1:0            | 0:0            | 4:1         | 3:0               | 1:1       |          | 2:0       | 2:0               | 1:0         | 0:0              | 2:0              | 1:0        | 1:0                 |
| Sivasspor           | 0:0                | 0:1      | 2:1 | 0:1            | 1:0            | 1:0         | 3:0               | 1:0       | 1:0      |           | 2:0               | 1:0         | 2:1              | 1:0              | 1:1        | 4:3                 |
| Konya İdman Yurdu   | 0:1                | 0:1      | 1:1 | 0:0            | 3:2            | 4:1         | 2:0               | 1:0       | 2:0      | 2:0       |                   | 3:0         | 2:0              | 1:0              | 1:0        | 1:1                 |
| Erzurumspor         | 0:0                | 1:1      | 1:0 | 0:0            | 0:0            | 2:1         | 0:0               | 0:0       | 0:1      | 2:1       | 2:1               |             | 2:1              | 0:0              | 2:0        | 3:0                 |
| Sebat Gençlik SK    | 0:0                | 0:0      | 1:1 | 0:0            | 1:0            | 1:1         | 1:0               | 1:1       | 2:0      | 0:0       | 3:0               | 1:0         |                  | 2:0              | 0:3        | 1:0                 |
| Ankara Demirspor    | 0:0                | 1:2      | 1:2 | 1:1            | 1:0            | 2:0         | 0:4               | 3:1       | 1:0      | 0:0       | 1:1               | 0:0         | 1:0              |                  | 1:0        | 3:2                 |
| Elazığspor          | 1:1                | 2:1      | 0:0 | 3:1            | 0:0            | 1:0         | 0:0               | 1:1       | 1:4      | 1:0       | 1:0               | 1:1         | 1:2              | 0:0              |            | 1:0                 |
| Eskişehir Demirspor | 0:1                | 4:3      | 1:0 | 1:1            | 3:0            | 0:0         | 0:1               | 1:0       | 2:0      | 2:2       | 2:2               | 1:1         | 2:2              | 2:3              | 3:0        |                     |

### Torschützenliste
Der Türkische Fußballverband (TFF) führt für alle drei Gruppen der TFF 2. Lig separate Torschützenlisten, bestimmt aber den Torschützenkönig zum Saisonende aus einer einzigen zusammengefügten Torschützenliste.
| Pl. | Nat.   | Spieler | Verein | Tore |
| --- | ------ | ------- | ------ | ---- |
| 1   | Turkei | -       | -      | -    |
| 2   | Turkei | -       | -      | -    |

## Gruppe B

### Abschlusstabelle
| Pl. | Verein              | Sp. | S  | U  | N  | Tore    | Diff. | Punkte |
| --- | ------------------- | --- | -- | -- | -- | ------- | ----- | ------ |
| 1.  | Kocaelispor         | 30  | 20 | 5  | 5  | 053:200 | +33   | 45:15  |
| 2.  | Düzcespor           | 30  | 13 | 10 | 7  | 037:210 | +16   | 36:24  |
| 3.  | Antalyaspor         | 30  | 14 | 4  | 12 | 038:260 | +12   | 32:28  |
| 4.  | Sarıyer GK          | 30  | 11 | 10 | 9  | 023:210 | +2    | 32:28  |
| 5.  | Edirnespor          | 30  | 14 | 3  | 13 | 026:260 | ±0    | 31:29  |
| 6.  | Vefa Istanbul       | 30  | 10 | 10 | 10 | 023:230 | ±0    | 30:30  |
| 7.  | Aydınspor           | 30  | 9  | 11 | 10 | 030:260 | +4    | 29:31  |
| 8.  | Altınordu Izmir (N) | 30  | 9  | 11 | 10 | 028:300 | −2    | 29:31  |
| 9.  | Tekirdağspor        | 30  | 11 | 7  | 12 | 030:330 | −3    | 29:31  |
| 10. | Denizlispor         | 30  | 10 | 9  | 11 | 028:310 | −3    | 29:31  |
| 11. | Balıkesirspor       | 30  | 11 | 7  | 12 | 029:380 | −9    | 29:31  |
| 12. | Sakaryaspor         | 30  | 10 | 9  | 11 | 025:350 | −10   | 29:31  |
| 13. | Bandırmaspor        | 30  | 10 | 8  | 12 | 026:280 | −2    | 28:32  |
| 14. | Lüleburgazspor (N)  | 30  | 8  | 11 | 11 | 023:270 | −4    | 27:33  |
| 15. | Ispartaspor         | 29  | 10 | 7  | 12 | 025:420 | −17   | 27:31  |
| 16. | Tirespor 1          | 30  | 5  | 8  | 17 | 025:420 | −17   | 16:44  |

Platzierungskriterien: 1. Punkte – 2. Tordifferenz – 3. geschossene Tore – 4. Direkter Vergleich (Punkte, Tordifferenz, geschossene Tore)
| (A) | Absteiger aus der 1. Lig 1978/79                     |
| (N) | Neuaufsteiger aus der Türkiye 3. Futbol Ligi 1978/79 |

### Kreuztabelle
Die Kreuztabelle stellt die Ergebnisse aller Spiele dieser Saison dar. Die Heimmannschaft ist in der linken Spalte, die Gastmannschaft in der oberen Zeile aufgelistet.
| 1979/80 Gruppe B | Kocaelispor |     | Antalyaspor | Sarıyer GK | Edirnespor | Vefa SK | Aydınspor | Altınordu Izmir | Tekirdağspor | Denizlispor | Balıkesirspor | Sakaryaspor | Bandırmaspor | Lüleburgazspor | Ispartaspor | Tirespor |
| ---------------- | ----------- | --- | ----------- | ---------- | ---------- | ------- | --------- | --------------- | ------------ | ----------- | ------------- | ----------- | ------------ | -------------- | ----------- | -------- |
| Kocaelispor      |             | 2:0 | 1:0         | 4:0        | 2:1        | 2:0     | 3:1       | 3:1             | 5:0          | 1:0         | 5:0           | 5:1         | 1:0          | 3:0            | 3:0         | 1:0      |
| Düzcespor        | 1:0         |     | 3:0         | 1:0        | 2:0        | 0:1     | 0:0       | 0:0             | 2:1          | 4:2         | 3:0           | 1:0         | 3:1          | 3:0            | 5:0         | 4:0      |
| Antalyaspor      | 4:1         | 2:0 |             | 4:0        | 2:0        | 2:0     | 1:0       | 2:0             | 2:0          | 3:0         | 2:0           | 3:0         | 2:1          | 1:0            | 4:0         | 0:3      |
| Sarıyer GK       | 3:0         | 0:0 | 1:0         |            | 1:0        | 2:0     | 1:0       | 1:0             | 0:0          | 0:0         | 5:0           | 0:0         | 2:0          | 1:0            | 0:0         | 3:0      |
| Edirnespor       | 0:2         | 1:2 | 2:0         | 1:0        |            | 1:0     | 0:0       | 3:1             | 1:0          | 0:1         | 1:0           | 1:0         | 2:0          | 1:0            | 2:0         | 1:1      |
| Vefa SK          | 0:1         | 0:0 | 1:0         | 0:0        | 1:0        |         | 2:1       | 0:1             | 2:2          | 3:2         | 3:1           | 2:0         | 1:1          | 2:0            | 1:0         | 1:0      |
| Aydınspor        | 0:1         | 1:1 | 1:0         | 1:0        | 2:2        | 2:2     |           | 0:0             | 2:0          | 0:0         | 3:0           | 3:0         | 1:0          | 1:0            | 1:0         | 7:1      |
| Altınordu Izmir  | 1:1         | 1:1 | 1:0         | 2:1        | 2:0        | 0:0     | 3:0       |                 | 0:0          | 1:1         | 1:0           | 3:0         | 0:2          | 1:1            | 4:1         | 1:0      |
| Tekirdağspor     | 0:0         | 4:0 | 0:0         | 2:0        | 1:2        | 1:0     | 0:0       | 2:0             |              | 2:1         | 1:0           | 3:0         | 3:1          | 0:0            | 1:0         | 1:0      |
| Denizlispor      | 0:1         | 0:0 | 2:0         | 1:1        | 0:1        | 1:0     | 3:2       | 1:1             | 3:0          |             | 2:1           | 1:0         | 2:1          | 0:0            | 3:1         | 1:0      |
| Balıkesirspor    | 0:0         | 1:0 | 2:2         | 3:0        | 1:0        | 2:1     | 0:0       | 0:0             | 2:1          | 1:0         |               | 1:0         | 1:1          | 1:0            | 4:0         | 3:0      |
| Sakaryaspor      | 2:2         | 0:0 | 1:0         | 0:0        | 2:0        | 0:0     | 1:0       | 2:0             | 3:2          | 0:0         | 3:1           |             | 2:1          | 1:0            | 1:1         | 1:0      |
| Bandırmaspor     | 1:1         | 3:1 | 0:0         | 0:0        | 0:1        | 1:0     | 0:0       | 2:0             | 2:0          | 2:0         | 1:0           | 1:0         |              | 0:0            | 1:0         | 1:0      |
| Lüleburgazspor   | 1:0         | 0:0 | 2:1         | 0:1        | 1:0        | 0:0     | 0:0       | 2:0             | 1:3          | 2:0         | 1:1           | 3:3         | 2:1          |                | 4:0         | 0:0      |
| Ispartaspor      | 2:0         | 1:0 | 1:1         | 2:0        | 1:0        | 0:0     | 1:0       | 1:0             | 3:0          | 1:1         | 1:1           | 1:1         | 2:0          | 1:2            |             | 3:2      |
| Tirespor         | 1:2         | 0:0 | 3:0         | 0:0        | 1:2        | 0:0     | 4:1       | 3:3             | 1:0          | 2:0         | 1:2           | 0:1         | 1:1          | 1:1            | 0:1         |          |

### Torschützenliste
Der Türkische Fußballverband (TFF) führt für alle Gruppen der TFF 2. Lig separate Torschützenlisten, bestimmt aber den Torschützenkönig zum Saisonende aus einer einzigen zusammengefügten Torschützenliste.
| Pl. | Nat.   | Spieler       | Verein      | Tore |
| --- | ------ | ------------- | ----------- | ---- |
| 1   | Turkei | Güvenç Kurtar | Kocaelispor | 17   |
| 2   | Turkei | Orhan         | Antalyaspor | 16   |

## Play-off-Begegnung
Zusätzlich zu den beiden Tabellenersten wurde durch eine Play-off-Begegnung zwischen den Zweitplatzierten der dritte und letzte Aufsteiger ermittelt.
| Boluspor                                                   | Boluspor | Düzcespor | Düzcespor |
| ---------------------------------------------------------- | --- | --- | --------- |
| Boluspor                                                   | \| Play-off-Begegnung um den Aufstieg in die Süper Lig \| \| 24. Mai 1980 um 18:00 Uhr in Izmir (Izmir-Atatürk-Stadion) \| \| Ergebnis: 3:0 (0:0) \| \| Schiedsrichter: İhsan Türe \| \| Spielbericht \|         | \| Play-off-Begegnung um den Aufstieg in die Süper Lig \| \| 24. Mai 1980 um 18:00 Uhr in Izmir (Izmir-Atatürk-Stadion) \| \| Ergebnis: 3:0 (0:0) \| \| Schiedsrichter: İhsan Türe \| \| Spielbericht \| | Düzcespor |
| Boluspor                                                   | Çetin Oytuner – İbrahim Sarıkaya, Alaattin Yolaçan, Nuri Artış, Erdem Acar – İbrahim Destecioğlu, Selahattin Konrat, Mustafa Akarcalı, Çetiner Erdoğan – Demir Ener, Halil İbrahim Eren Cheftrainer: Cahit Sinan | Alparslan Tekin – Nurettin Koç, Erol Köseer, Tuncay Gökal – Osman Yılmaz, Süha Özkan, Yaşar Çırpıcı, Hayri Yakupoğlu, Şükrü Tetik – Nurettin Yılmaz Ahmet Kılıç Cheftrainer: Tekin Yolaç                 | Düzcespor |
| Boluspor                                                   | 1:0 İbrahim Destecioğlu (68.) 2:0 Selahattin Konrat (75.) 3:0 İbrahim Destecioğlu (83.) | | Düzcespor |
| Boluspor                                                   | Boluspor ist durch diesen Sieg in die Süper Lig aufgestiegen. | | Düzcespor |
| Play-off-Begegnung um den Aufstieg in die Süper Lig        | | |           |
| 24. Mai 1980 um 18:00 Uhr in Izmir (Izmir-Atatürk-Stadion) | | |           |
| Ergebnis: 3:0 (0:0)                                        | | |           |
| Schiedsrichter: İhsan Türe                                 | | |           |
| Spielbericht                                               | | |           |

## Meisterschaftsbegegnung
Der türkische Fußballverband ließ durch ein Entscheidungsspiel zwischen den beiden Erstplatzierten den Meister der Liga bestimmen. In dieser Begegnung trat Kocaelispor gegen Mersin İdman Yurdu an und konnte durch ein Elfmeterschießen die Meisterschaft gewinnen. Der türkische Fußballverband erklärte aber im Nachhinein beide Vereine zum Meister der TFF 1. Lig.
| Kocaelispor                                                    | Kocaelispor | Mersin İdman Yurdu | Mersin İdman Yurdu |
| -------------------------------------------------------------- | --- | --- | ------------------ |
| Kocaelispor                                                    | \| Meisterschaftsfinale \| \| 21. Mai 1980 um 18:00 Uhr in Ankara (Ankara 19 Mayıs Stadyumu) \| \| Ergebnis: 2:2 n. V. (2:2, 1:1), 4:2 i. E. \| \| Schiedsrichter: Hilmi Ok \| \| Spielbericht \| | \| Meisterschaftsfinale \| \| 21. Mai 1980 um 18:00 Uhr in Ankara (Ankara 19 Mayıs Stadyumu) \| \| Ergebnis: 2:2 n. V. (2:2, 1:1), 4:2 i. E. \| \| Schiedsrichter: Hilmi Ok \| \| Spielbericht \| | Mersin İdman Yurdu |
| Kocaelispor                                                    | Baha Ün – Zeki Kaya, Bülent Gürbey, Mahir Danabay, Kamil Özteser – Ahmet Gülmez, Mustafa Çapanoğlu, Bülent Baturman, Orhan Görşen – Ceyhun Güray, Güvenç Kurtar Cheftrainer: Fethi Demircan       | Salih Sayar – Nevzat, Osman Öngen, Tahir Temur – Mehmet Ertanıroğlu, Feridun Alkan, Mehmet Ali Karakuş, Raşit Karasu, Mücellip Pehlivan – Sinan, Özcan Kızıltan Cheftrainer: Suat Mamat           | Mersin İdman Yurdu |
| Kocaelispor                                                    | 1:0 Güvenç Kurtar (17.) 2:2 Ceyhun Güray (83.) | 1:1 Özcan Kızıltan (30.) 1:2 Raşit Karasu (73.) | Mersin İdman Yurdu |
| Kocaelispor                                                    | Elfmeterschießen | | Mersin İdman Yurdu |
| Kocaelispor                                                    | 1:0 Kamil Özteser 2:0 Mustafa Çapanoğlu 3:1 Güvenç Kurtar 4:2 Mahir Danabay | Feridun Alkan 2:1 Raşit Karasu 3:2 Osman Öngen Mehmet Ali Karakuş | Mersin İdman Yurdu |
| Kocaelispor                                                    | Kocaelispor ist durch diesen Sieg Meister der TFF 1. Lig geworden. | | Mersin İdman Yurdu |
| Meisterschaftsfinale                                           | | |                    |
| 21. Mai 1980 um 18:00 Uhr in Ankara (Ankara 19 Mayıs Stadyumu) | | |                    |
| Ergebnis: 2:2 n. V. (2:2, 1:1), 4:2 i. E.                      | | |                    |
| Schiedsrichter: Hilmi Ok                                       | | |                    |
| Spielbericht                                                   | | |                    |